# Rio Bodil
O Rio Bodil é um rio da Romênia afluente do Rio Geoagiu, localizado no distrito de Alba.